# Spilosoma persimalis
Spilosoma persimalis là một loài bướm đêm thuộc phân họ Arctiinae, họ Erebidae.